# Полиция Восточного Тимора
Полиция Восточного Тимора (порт. Polícia Nacional de Timor-Leste; тетум Polísia Nasionál Timór Lorosa’e) или PTNL — полицейские силы Восточного Тимора.

## История

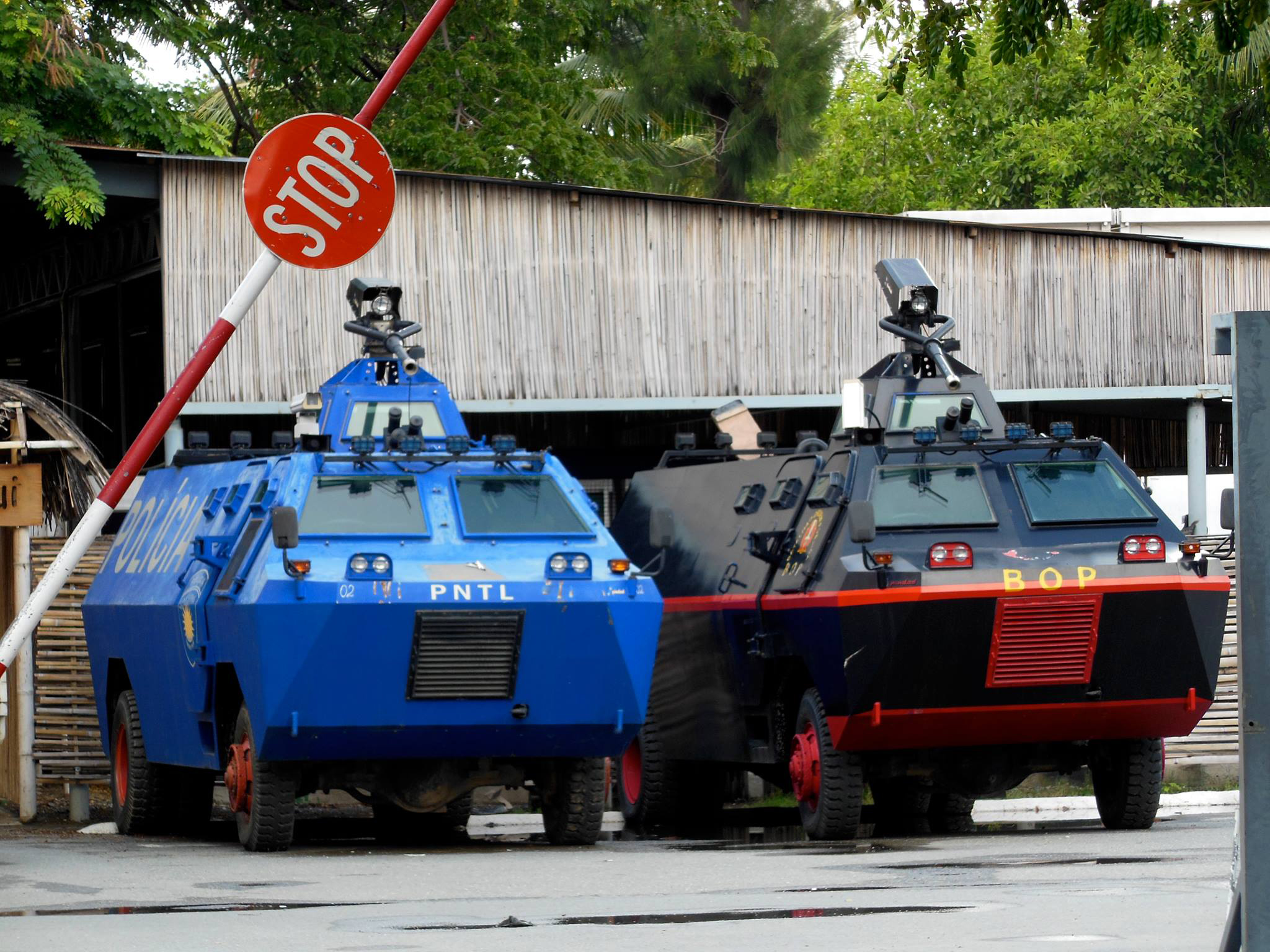
Бронированные автомобили ПТНЛ

ПТНЛ были созданы в мае 2002 года Временной администрацией Организацией Объединённых Наций, до того, как новое государство получило независимость, с целью обеспечивать безопасность и поддерживать правопорядок на всей территории страны, а также обеспечить быстрое развитие надёжной, профессиональной и беспристрастной полиции. Набор персонала был проведён в начале 2000 года, основное обучение началось 27 марта 2000 года, под эгидой Временной администрации Организации Объединённых Наций в Восточном Тиморе (АООНВТ). 10 августа 2001 была официально создана полиция Восточного Тимора была создана официально. Позднее она стала называться полицией Тимора-Лесте, ещё через некоторое время она была вновь переименована в национальную полицию Тимора-Лесте.
20 мая 2002 года было подписано соглашение о передачи полномочий от гражданской полиции к ПТНЛ. 10 декабря 2003 года ПТНЛ окончательно получил контроль над всей страной.
Существует, по крайней мере, три специальных подразделений ПТНЛ: группа полицейского резерва (ранее — Служба быстрого развёртывания); Пограничный патруль (Unidade de Patrulhamento de Fronteiras, UPF); группа быстрого реагирования (UIR).

## Огнестрельное оружие
- Бельгия: Browning Hi-Power
- Австрия: Глок 19
- Германия: HK G36
- США: винтовки M16
- Австрия: Steyr AUG
- Бельгия:  FN FNC
- Германия: HK33
- Бельгия: FN F2000